# 原田一男
原田 一男（はらだ かずお、? - 1998年12月19日）は、日本のアニメーションプロデューサー、音響監督、ミキサー。

## 人物
日本アドシステムズ作品の製作する作品で、土田プロダクション→スタジオコメット作品で制作デスクとプロデューサー、スタジオぎゃろっぷ作品で音響監督をすることが多かった。その前はナックで録音調整と制作デスクを担当した。1998年12月19日、没。

## 主な作品
- 1972年 正義を愛する者 月光仮面（調整）
- 1972年 アストロガンガー（調整）
- 1974年 チャージマン研!（調整）
- 1974年 ダメおやじ（録音調整）
- 1975年 ドン・チャック物語（制作デスク）
- 1978年 星の王子さま プチ・プランス（制作デスク）
- 1980年 おじゃまんが山田くん（制作デスク）
- 1982年 さすがの猿飛（制作担当）
- 1984年 あした天気になあれ（プロデューサー）(茂垣弘道と共同)
- 1985年 ハイスクール!奇面組（プロデューサー）(茂垣弘道と共同)
- 1988年 名門!第三野球部（音響プロデューサー）
- 1989年 がきデカ（音響プロデューサー）
- 1990年 RPG伝説ヘポイ（音響監督）
- 1991年 ゲンジ通信あげだま（音響監督）